# Тременико
Тременико (итал. Tremenico) је насеље у Италији у округу Леко, региону Ломбардија.
Према процени из 2011. у насељу је живело 176 становника. Насеље се налази на надморској висини од 755 м.

## Становништво
Према резултатима пописа становништва 2011. у општини је живело 186 становника.
| 1931. | 1936. | 1951. | 1961. | 1971. | 1981. | 1991. | 2001. | 2011. |
| ----- | ----- | ----- | ----- | ----- | ----- | ----- | ----- | ----- |
| 496   | 489   | 454   | 430   | 421   | 360   | 304   | 243   | 186   |